# Idioma español en las Antillas Neerlandesas
La lengua española en las Antillas Neerlandesas, dependencias de los Países Bajos, ha sido importante. Existen importantes minorías, sobre todo en Aruba, Bonaire y Sint Maarten, donde un porcentaje significativo de población tiene el español como lengua materna, sin ser esta lengua idioma oficial en ninguna de las islas. La cercanía geográfica con Venezuela y la presencia de minorías provenientes de otros países hispanohablantes le dan al español una importante relevancia en la región en la que se encuentran estas dependencias. Además de ser lengua materna de un 11% de la población, se estudia y enseña en los centros educativos y comparte espacio con las lenguas oficiales: el neerlandés y el papiamento, este último una lengua criolla con un alto porcentaje de vocabulario y gramática acuñados del español.
En estas islas existe un plurilingüismo entre español, [cita requerida] inglés, neerlandés y papiamento.
| Isla          | % de nativos | Hablantes nativos | % total hablantes | Hablantes totales |
| ------------- | ------------ | ----------------- | ----------------- | ----------------- |
| Aruba         | 13%          | 15 500            | 91,6%             | 93 500            |
| Bonaire       | 12%          | ~2 400            |                   |                   |
| Curazao       | 6%           | ~9 700            |                   |                   |
| Saba          | 5%           | ~100              |                   |                   |
| San Eustaquio | 6%           | ~200              |                   |                   |
| San Martín    | 13%          | ~4 550            |                   |                   |
| Total         | 6%           | ~32 500           | 55,30%            | 125 534           |